# Coppa anglo-scozzese
La Coppa anglo-scozzese (ingl. Anglo-Scottish Cup) è stata una competizione calcistica disputata da club affiliati alle federazioni calcistiche inglese e scozzese durante il periodo estivo a partire dal 1975.

## Storia
Il torneo, il cui formato era un girone all'italiana con partite di andata e ritorno, nacque come successore della Texaco Cup, di cui ereditò sostanzialmente il formato, ma a differenza di quest'ultimo vedeva la partecipazione solo di club inglesi e scozzesi. Della manifestazione si tennero sei edizioni. 
Gli sforzi degli organizzatori furono di mantenere alto il livello di competitività del torneo. Il Newcastle Utd fu espulso dall'edizione 1976-1977 per aver schierato una squadra piena di riserve nell'andata del quarto di finale contro l'Ayr United.
Nel corso degli anni le partecipanti inglesi furono selezionate in larga parte dalle divisioni minori, fino al 1981, quando i club scozzesi decisero di ritirarsi dalla competizione stante l'interesse sempre minore mostrato dal pubblico per la coppa. In quanto ultima vintrice del torneo, la squadra del Chesterfield ne è detentrice e può esporre il titolo nella propria sala dei trofei. La competizione proseguì con il nome di Coppa del Gruppo della Football League (Football League Group Cup), con la sola partecipazione di club inglesi. 
Nella stagione 1987-1988 fu attuato un tentativo di rimettere in piedi la competizione con il nome di Anglo-Scottish Challenge, cui avrebbero dovuto partecipare le vincitrici di FA Cup e Scottish Cup, ma dopo la scarsa affluenza registrata nel match tra Coventry City e St Mirren la competizione fu immediatamente cancellata, tanto che la sfida di ritorno non fu mai giocata.
La vittoria del Nottingham Forest nella finale del 1976-1977 contro l'Orient fu il primo trofeo ottenuto sotto la gestione di Brian Clough ed è considerata l'alba dei prestigiosi successi poi riscossi dal tecnico alla guida della squadra.

## Albo d'oro
Si considera il risultato aggregato, ottenuto sommando i punteggi di andata e ritorno.
| Stagione  | Vincitore         | Risultato aggregato | Finalista       |
| --------- | ----------------- | ------------------- | --------------- |
| 1975-1976 | Middlesbrough     | 1-0                 | Fulham          |
| 1976-1977 | Nottingham Forest | 5-1                 | Orient          |
| 1977-1978 | Bristol City      | 3-2                 | St. Mirren      |
| 1978-1979 | Burnley           | 4-2                 | Oldham Athletic |
| 1979-1980 | St. Mirren        | 5-1                 | Bristol City    |
| 1980-1981 | Chesterfield      | 2-1                 | Notts County    |

(Fonte: statto.com)
Il St. Mirren è l'unica squadra scozzese ad aver vinto il trofeo.
La vittoria del Chesterfield nel 1980-1981 avvenne con un gol di Alan Crawford nei tempi supplementari.

## Partecipanti

### 1975-1976
Blackburn Rovers, Blackpool, Bristol City, Carlisle United, Chelsea, Fulham, Hull City, Leicester City, Manchester City, Mansfield Town, Middlesbrough, Newcastle United, Norwich City, Sheffield United, Sunderland, West Bromwich Albion 
 Aberdeen, Ayr United, Dundee, Falkirk, Heart of Midlothian, Motherwell, Queen of the South, St Johnstone

### 1976-1977
Blackburn Rovers, Blackpool, Bolton Wanderers, Bristol City, Burnley, Chelsea, Fulham, Hull City, Middlesbrough, Newcastle United, Norwich City, Nottingham Forest, Notts County, Orient, Sheffield United, West Bromwich Albion
  Aberdeen, Ayr United, Clydebank, Dundee United, Kilmarnock, Motherwell, Partick Thistle, Raith Rovers

### 1977-1978
Birmingham City, Blackburn Rovers, Blackpool, Bolton Wanderers, Bristol City, Bristol Rovers, Burnley, Chelsea, Fulham, Hull City, Leyton Orient, Norwich City, Notts County, Oldham Athletic, Plymouth Argyle, Sheffield United
  Alloa Athletic, Ayr United, Clydebank, Hibernian, Motherwell, Partick Thistle, Stirling Albion, St Mirren

### 1978-1979
Blackburn Rovers, Blackpool, Bolton Wanderers, Bristol City, Bristol Rovers, Burnley, Cardiff City, Fulham, Leyton Orient, Mansfield Town, Norwich City, Notts County, Oldham Athletic, Preston North End, Sheffield United, Sunderland
 Celtic, Clyde, Hearts, Morton, Motherwell, Partick Thistle, Raith Rovers, St Mirren

### 1979-1980
Birmingham City, Blackburn Rovers, Blackpool, Bolton Wanderers, Bristol City, Burnley, Bury, Cambridge United, Fulham, Mansfield Town, Notts County, Oldham Athletic, Plymouth Argyle, Preston North End, Sheffield United, Sunderland
  Berwick Rangers, Dundee, Dunfermline Athletic, Hibernian, Kilmarnock, Morton, Partick Thistle, St Mirren

### 1980-1981
Blackburn Rovers, Blackpool, Bolton Wanderers, Bristol City, Burnley, Bury, Carlisle United, Chesterfield, Fulham, Grimsby Town, Hull City, Leyton Orient, Notts County, Oldham Athletic, Preston North End, Shrewsbury
  Airdrieonians, East Stirlingshire, Falkirk, Hearts, Kilmarnock, Greenock Morton, Partick Thistle, Rangers